# 懷特黑德Mk 5型魚雷
懷特黑德Mk 5型魚雷（英语：Whitehead Mark 5 torpedo）是美國海軍於1910年採用的懷特黑德魚雷(Whitehead torpedo)，作為反水面戰艦魚雷。Mk 5型魚雷是第一款由外國公司英國懷特黑德工廠生產的魚雷，以及在1908年由位於罗得岛州纽波特的美國海軍魚雷站製造。亦是第一款容許發射船隻調整其射程和速度的魚雷。

## 特點
Mk 5型魚雷是一種「熱運作」(由熱空氣提供能量)魚雷，與先前的懷特黑德魚雷的「冷運作」設計相反。其性能表現與當時的布利斯-萊維特魚雷（Bliss-Leavitt torpedoes）差不多。英國維克斯船廠和美國海軍魚雷站生產了約500枚Mk 5型魚雷。它為可變速度設計，高速為40節，射程1000碼；中速36節，射程2000碼；低速27節，射程4000碼。這可變速度是在魚雷被裝填入魚雷管前，通過調整還原減壓閥設定的。